# Одисси
Одисси — один из восьми классических стилей индийского танца. Он происходит из восточно-индийского штата Орисса. Основываясь на археологических доказательствах, можно считать этот танец старейшим из ныне существующих. Датируемые I веком до н. э. барельефы в пещерных храмах Удайгири (возле Бхубанешвара) доказывают этот факт. Активное развитие и восстановление этой танцевальной традиции началось с периода получения Индией независимости от британского правления. В Одисси большое значение, в отличие от остальных классических форм индийского танца, принимает поза Трибханги (букв. тройной изгиб), квадратная поза Чаука или Чока (символизирует Господа Джаганнатха), и независимое движение головы, грудной клетки и таза. Танец отличают многочисленные бханги (стойки), включающие движения ног и разнообразные позы, запечатлённые в индийской скульптуре. Основные бханги: бханга, абханга, атибханга и трибханга.
В древнем трактате «Натьяшастра» описано, какие положения может принимать во время танца голова, руки, пальцы, ноги, перечислены основные 9 эмоций, на которых строится танец. Каждая поза в таком танце несёт смысловую нагрузку. При помощи жестов, мимики, поз танцор рассказывает целую историю.

## История и происхождение
Первые изображения танца Одисси найдены в пещере Мончапури на холмах Удайгири, что были вырезаны в камне в эпоху императора Кхаравела. В компании двух цариц император наслаждается танцем девушки под аккомпанемент женщин музыкантов. Исходя из этого, можно судить, что Одисси изначально был мирским танцем, и уже позже стал неотъемлемой частью храмовой культуры Ориссы. Ритуальные танцы из храма Джаганнатха в Пури вскоре перекочевали также в храмы вайшнавской, шиваитской и шактийской традиций. Одна из гравюр на стенах гласит, что девадаси по имени Карпуршри была тановщицей при буддийском монастыре, так же как её мать и бабушка. Храмовые танцовщицы приобретали особый статус — махари, посвящая, таким образом, свои жизни служению Богу.
Многочисленные изображения танцовщиц обнаружены при раскопках буддийского храма Ратнагири (VI—IX века). Храмы тантрической традиции, такие как храм Йогини в Хирапуре, также украшены скульптурами и барельефами, изображающими позы, характерные современному танцу Одисси. В то время, когда штат Орисса стал крупным центром поклонения Шиве, вполне естественно, что танец стал одной из форм поклонения ему, так как Шива сам считается величайшим танцором. Он также известен как Натарадж, что значит Повелитель танца. Шиваитские храмы Бхубанешвара украшены бесчисленными скульптурами, изображающими позы танца Одисси. Вайшнавские храмы, такие как Храм Джаганнатхи и Храм Солнца в Конараке, также изобилуют вырезанными на стенах сценами танца, доказывая факт преемственности определённых художественных форм от шиваитской к вайшнавской традиции.

### Эпоха Великих Моголов и Британская колонизация
В эпоху Великих Моголов танцы служат развлечением для правителей и придворных, а служение махари (храмовых танцовщиц) приходит в упадок. Деградация классических стилей индийского танца особенно усиливается после запрета британскими властями храмовых танцев.

## Традиционные школы
Традиция Одисси включает в себя два направления: Махари и Готипуа:
- Махари (букв. избранные) — храмовые танцовщицы, в частности, при храме Джаганнатхи в Пури, первое упоминание о них встречается в 10 в. Первые Махари исполняли, главным образом, Нритта (чистый танец) и Абхиная (интерпретация поэзии). Позже танцы Махари стали основываться сугубо на произведении «Гитаговинда», поэта Джаядевы.
- Готипуа (букв. один мальчик) — исполняется только мальчиками, одетыми и украшенными как девочки-танцовщицы. Мальчики обучались танцу у Махари и постепенно их творчество выходит за рамки храмов и, в отличие от Махари, становится достоянием обычной публики. Возрождение традиции происходит благодаря развитию вайшнавизма в средневековой Ориссе при царе Пратапарудре. Будучи последователями Чайтаньи, вайшнавы не одобряли танцы в исполнении женщин. В это время бенгальские поэты-вайшнавы создают великое множество поэм на языке ория, посвященных Радхе и Кришне, которые становятся сюжетом для танцев готипуа.

Национальный промысел штата Орисса — филигранная работа по серебру. Танцовщицы там одеты в серебряные украшения и сари из натурального хлопка или шёлка, производящиеся в Ориссе способом ткачества икат.
Важное значение имеют также цвета одежды и украшений, надетых на танцовщицах, способ надевания сари. В разных штатах носят сари по-разному.